# Шатне (Ер и Лоар)
Шатне (фр. Châtenay) насеље је и општина у централној Француској у региону Центар (регион), у департману Ер и Лоар која припада префектури Шартр.
По подацима из 2011. године у општини је живело 240 становника, а густина насељености је износила 23,37 становника/km². Општина се простире на површини од 10,27 km². Налази се на средњој надморској висини од 150 метара (максималној 154 m, а минималној 140 m).

## Демографија
| 1962. | 1968. | 1975. | 1982. | 1990. | 1999. | 2011. |
| ----- | ----- | ----- | ----- | ----- | ----- | ----- |
| 155   | 169   | 142   | 148   | 150   | 171   | 240   |

График промене броја становника у току последњих година